# Carla Baratta
Carla Baratta Sarcinelli (San Cristóbal, Venezuela, 9 de julio de 1990) es una actriz, modelo y artista plástica venezolana, conocida principalmente por ser la protagonista de la serie digital Bleep y su papel de Adelita en la serie “Mayans M.C.”.
Desde muy joven estudia teatro en lugares como la NYFA de Los Ángeles, New Collective en Los Ángeles y el Gimnasio de Actores en Caracas - Venezuela.

## Teatro
| Año         | Obra                | Papel     | Director         |
| ----------- | ------------------- | --------- | ---------------- |
| 2004 - 2007 | Experimental        | Principal | Alfredo Aparicio |
| 2015 - 2016 | El Pie de la Virgen | Principal | Orlando Arocha   |

## Filmografía

### Películas
| Año  | Película             | Papel     | Director           |
| ---- | -------------------- | --------- | ------------------ |
| 2008 | Cortos de NYFA       | Principal | Carlos Beltran     |
| 2015 | La Empanada Perfecta | Principal | Edggianni Figueroa |
| 2015 | Bendición            | Principal | Isaac Duarque      |
| 2016 | Alabastro            | Principal | Edggianni Figueroa |

### Televisión e Internet
| Año  | Película     | Papel     | Director                     | Notas                               |
| ---- | ------------ | --------- | ---------------------------- | ----------------------------------- |
| 2014 | Bleep        | Principal | Carlos Beltran               | Serie web                           |
| 2015 | Santo Robot  | Invitada  | Santo Robot                  | Capítulo "El Escuadrón Antisádicos" |
| 2015 | Escandalos   | Principal | Tony Rodríguez               |                                     |
| 2015 | Sol          | Principal | Venevisión                   |                                     |
| 2016 | Prueba de Fe | Principal | Cesar Manzano                |                                     |
| 2018 | Mayans MC    | Adelita   | Kurt Sutter y Norberto Barba | FX Productions                      |

### Videos musicales
| Año  | Video              | Papel     | Cantante                       |
| ---- | ------------------ | --------- | ------------------------------ |
| 2011 | Solo Te Llamo      | Principal | Statika                        |
| 2012 | Ven                | Principal | José Rojo                      |
| 2014 | Baila              | Principal | Daniel Huen                    |
| 2015 | La Buena Fortuna   | Principal | Mirella                        |
| 2016 | Dame Tu Amor       | Principal | Ronald Borjas                  |
| 2016 | Jamás              | Principal | Reinaldo Droz                  |
| 2016 | Andas En Mi Cabeza | Principal | Chino y Nacho ft. Daddy Yankee |